# هاروکا آگاتسوما
هاروکا آگاتسوما (انگلیسی: Haruka Agatsuma؛ زادهٔ ۱۸ دسامبر ۱۹۹۴) بازیکن سافت‌بال اهل ژاپن است.
وی در مسابقات کشوری و بین‌المللی در مجموع برندهٔ ۱ مدال طلا شده‌است.